# William Rufus Shafter
William Rufus Shafter   (Galesburg, 16 d'octubre de 1835 - San Francisco, 12 de novembre de 1906) va ser un oficial de l'Exèrcit de la Unió durant la Guerra Civil, qui va rebre la màxima condecoració dels Estats Units, la medalla d'honor, pels seus accions a la batalla de Fair Oaks. Shafter també va tenir un paper destacat com a general-mayor en la Guerra hispano-estatunidenca. Era conegut informalment com a «Pecos Bill».

## Biografia
Shafter va néixer a Galesburg, Michigan el 16 d'octubre de 1835. Shafter era alemany-americà. Va treballar com a mestre i pagès els anys anteriors a la Guerra Civil.
Guerra Civil
Es va allistar com a voluntari quan la Guerra Civil dels Estats Units el 1862, i va servir com a primer tinent a la 7a Divisió de Voluntaris de Michigan. Va participar en la batalla de Ball's Bluff i a la Batalla de Fair Oaks i Darbytown Road. A Fair Oaks va participar en una càrrega el primer dia de la batalla i va ser ferit el mateix dia en què va acabar la lluita, però per quedar-se amb el seu regiment va ocultar les seves ferides i va lluitar el segon dia de la batalla. El 22 d'agost de 1862, Shafter va ser ascendit a major a la 19th Michigan Volunteer Infantry. Shafter va ser capturat durant la batalla de Thompson Station i va passar tres mesos a una presó confederada. L'abril de 1864, després del seu acomiadament, Shafter va ser encarregat com a coronel al 17è Regiment de les tropes de color dels Estats Units i va dirigir el regiment a la batalla de Nashville.
Al final de la guerra, va ser ascendit al grau de general de brigada voluntari. Va romandre a l'exèrcit regular després d'acabar la guerra. Shafter va participar llavors a les guerres índies, on va rebre el seu sobrenom "Pecos Bill". Va dirigir el 24è Regiment d'Infanteria, amb les tropes de color dels Estats Units, en campanyes contra Cheyenne, Comanche, Kiowa i Kickapou a Texas. Quan Shafter estava al comandament de Fort Davis, va estar involucrat en la controvertida cort marcial del tinent Henry Ossian Flipper, el primer cadet negre a graduar-se a West Point. El maig de 1897 va ser nomenat general de brigada.
Al cap de tres anys ja era general de brigada, grau que li va ser confirmada al final d'aquella campanya. Després va ser durant molts anys comandant militar del departament de Califòrnia i en esclatar la guerra hispanoamericana es va encarregar del comandament de la primera expedició a Cuba. Amb 60.000 homes va desembarcar a Daiquiri el 21 de juny de 1898 i va avançar fins a Santiago de Cuba, que no va poder prendre davant la resistència de les tropes espanyoles, i no va aconseguir entrar a la ciutat fins després de la destrucció de l'esquadra de l'almirall Cervera. El 1899 va tornar a possessionar-se del càrrec de comandant general de Califòrnia, passant a la reserva el 1901.